# Bill Bollinger
Bill Bollinger (* 15. Juli 1939 in Brooklyn, New York; † 27. Mai 1988 in Pine Plains, New York) war ein US-amerikanischer Künstler. Er gehörte Ende der 1960er Jahre zu den wichtigsten Bildhauern seiner Zeit und wurde in einem Atemzug mit Bruce Nauman, Robert Smithson, Eva Hesse und Richard Serra genannt. Sein Werk kann dem Minimalismus zugeordnet werden.

## Leben
Bill Bollinger studierte von 1957 bis 1961 Luftfahrt an der Brown University in Providence, Rhode Island. 1961 zog er nach New York und besuchte für kurze Zeit die Art Students League of New York. Er beschäftigte sich mit Malerei. Dieses Jahr bezeichnete Bollinger als den Beginn seiner künstlerischen Tätigkeit. 1969 bis 1971 nahm er einen Lehrauftrag an der School of Visual Arts, New York an. Es folgte 1976 ein Lehrauftrag am Minneapolis College of Art and Design. Circa 1979/80 erhielt er einen Lehrauftrag an der University of Rhode Island.

## Werk
Bill Bollinger verwendete in seinen Werken häufig industriell gefertigte Standardprodukte. Der Künstler erklärte zu seiner Arbeitsweise: „Ich mache nur, was notwendig ist. Es gibt keinen Grund Farbe zu verwenden, zu polieren, zu biegen, zu schweißen, wenn es nicht notwendig ist.“
1965 bis 1968 entstand die Werkgruppe der Channel Pieces. Hierfür fügte der Künstler stranggepresste Aluminiumprofile zu additiven und rhythmisierten Arbeiten zusammen. Es folgten die Pipe Pieces aus Aluminiumrohren mit Rohrverbindungsstücken und die Rope Pieces aus im Raum verspannten Hanfseilen. In den 1968 bis 1969 entstandenen Cyclone Fence Pieces, Chain-Link Fence Pieces, Wire Pieces und Screen Pieces arbeitete Bollinger mit handelsüblichem Maschendraht und Wellengitter. Sie erlaubten ihm, malerische und zeichnerische Fragen des Raumes und physikalischer Grundgesetze zum Ausdruck zu bringen. Vier Werken von 1968, Rope Piece, ein Wire Piece und zwei Pipe Pieces, waren in der von Harald Szeemann kuratierten Ausstellung „Live in Your Head. When Attitudes Become Form“ 1969 in der Kunsthalle Bern zu sehen. Zuvor hatte Bollinger seine erste europäische Einzelausstellung in der Kölner Galerie Ricke. Rolf Ricke vertrat seitdem den Künstler.
In den Graphit Pieces (1969–1970) brachte Bollinger Graphitstaub auf dem Boden aus. Der Entstehungsprozess der Arbeit hinterließ dabei deutliche Spuren und beinhaltete für Bollinger die Offenheit und Erweiterbarkeit des Werkes. Der Readymade-Charakter von Bollingers Werken kommt in den Droplights (Hängelampen), 1969, besonders zum Ausdruck. Spätere Werke mit treibenden Baumstämmen und Fässern zeigen Bollingers Affinität zum Wasser. Ab 1973 entstehen Eisengussarbeiten.

## Auszeichnungen
- 1968: National Council on the Arts Grant